# Who (Unix)
A who egy standard Unix parancs, mely kilistázza a képernyőre a számítógépre bejelentkezett felhasználókat.

## Használata
Az -m, -T, és -u opciók a SUS(Single Unix Specification)-ban vannak értelmezve, míg a többi opció az XSI-ban.
-a, kiírja az összes információt, mely megfelelne a -b, -d, -l, -p, -r, -t, -T és -u opcióknak
-b, kiírja az utolsó időpontot, amikor a rendszer újra volt indítva
-d, kiírja a zombie folyamatokat és az adatait
-H, kiírja az oszlopok fejlécét
-l, kiírja azokat a terminálokat, melyekre a felhasználó bejelentkezhet
-m, csak a jelenlegi terminálról ad adatokat
-p, kiírja az aktív folyamatokat
-r, kiírja a folyamat jelenlegi állapotát
-s, (alapértelmezett) kiírja a nevet, terminált és az időt
-t, kiírja mikor volt megváltoztatva utoljára a rendszeróra
-T, az összes terminálról kiírja az adatokat standard formában